# Pilão Cão
Pilão Cão (crioll capverdià Pilon Kon) és una vila a l'est de l'illa de Maio a l'arxipèlag de Cap Verd. Està situada 14 kilòmetres al nord-oest de Vila do Maio.